# Dasumia kusceri
Dasumia kusceri is een spinnensoort in de taxonomische indeling van de celspinnen (Dysderidae).
Het dier behoort tot het geslacht Dasumia. De wetenschappelijke naam van de soort werd voor het eerst geldig gepubliceerd in 1935 door Kratochvíl.